# Мали принц из Африке
Мали принц из Африке (словен. Mali princ iz Afrike) је књига намењена деци узраста од 9 до 14 година, чији је аутор Милан Петек Левоков (словен. Milan Petek Levokov) објављена 2023. године у издању Volosov hramа из Пекела, Словенија. Књигу је илустровала Наташа Грегорич Набхас. 

## О књизи
Књига је настала тако што је аутор био погођен вешћу о потопљеном чамцу са избеглицама коју је чуо на радију. Инспирисан догађајем написао је ову дирљиву причу о измишљеном дечаку који је имао среће да преживи баш један такав догађај. Ово је прича о Малом принцу, али не о оном из свемира, који је на нашу планету стигао са астероидом ознаке Б612. Овај Мали принц долази из Африке и црне је пути, коврџаве косе црне као угаљ, са само белим очима и снежно белим зубима. Кад се осмехне, сунце као да сија из њега, оно које је донео са собом из Африке.
Овај Мали принц са мајком и другим избеглицама бежи са црног континента преко Средоземног мора, доживљава бродолом али га спашава грчки рибар. Аутор књиге се причом о овом догађају упушта у питање имиграционих токова.
Мали принц из Африке је прича о два уметника - сликару, који је истовремено и капетан, и дечаку, који се споразумева цртежима. То је прича о везама које настају између људи са различитих обала и који превазилазе различитости боје коже. То је прича о људској пожртвованости и храбрости.